# Khoust
Khoust (en ruthène, ukrainien et en russe : Хуст ; en roumain : Hust ; en hongrois : Huszt ; en tchèque et en slovaque : Chust ; en yiddish : חוסט) est une ville de l'oblast de Transcarpatie, en Ukraine, et le centre administratif du raïon de Khoust. Sa population s'élevait à 28 448 habitants en 2016.

## Géographie
Khoust est située sur la rivière Khoustets, près de la confluence des rivières Tisza et Rika, à 89 km au sud-est d'Oujhorod et à 9 km de la frontière roumaine. 

## Histoire
La localité est mentionnée pour la première fois, sous le nom de Huszth, en 1329 : elle se situe alors dans le comitat hongrois de Máramaros (et ce, jusqu'en 1918). Son château, construit en 1090 par Ladislas Ier de Hongrie pour se défendre contre les Coumans, est détruit lors de l'invasion mongole de la Hongrie, puis reconstruit vers 1318. La ville obtient des privilèges en 1329.
En 1458, le roi Matthias emprisonne son oncle, le rebelle Mihály Szilágyi dans le château. En 1514, au cours de la révolte paysanne de György Dózsa, les paysans ruthènes, roumains et hongrois de la région s'emparent du château. En 1526, Khoust est incorporée à la principauté de Transylvanie.
L'armée de Ferdinand Ier du Saint-Empire romain germanique s'empare de la ville en 1546. En 1594, les Tatars de Crimée la détruisent, mais sans réussir à prendre le château. Le 4 septembre 1605, Giorgio Basta y est fait comte d'Hust. Le château est à nouveau assiégé en 1644 par l'armée de Georges Ier Rákóczi, en 1657 par les Polonais, en 1661-1662 par l'Empire ottoman et à nouveau les Tatars. Le comte François Rhédey, prince régnant de Transylvanie, meurt dans le château le 13 mai 1667.
Le château est gravement endommagé par la foudre et incendié le 3 juillet 1766. Une tempête abat la tour en 1798. Depuis lors, le château est en ruines. Huszt est renommée Csebreny en 1882, au cours de la magyarisation. La communauté juive locale était importante. En 1861, le rabbin Moshe Schick installe la plus grande Yeshiva d'Europe de l'Est de l'époque avec plus de 800 étudiants.
En 1910, Hust était le siège du district de Huszt du comitat de Máramaros, et avait 10 292 habitants, dont 3 505 Hongrois, 3 230 Ruthènes, 1 535 Allemands, 1 194 Juifs et 828 Roumains. La ville appartient à la Hongrie jusqu'en 1919 lorsque le président Grigor Zatkovitch et le général Stepan Klotchourak déclarent la République houtsoule ; au traité de Trianon celle-ci rejoignit la première république tchécoslovaque, dans le cadre de laquelle elle forme la région de « Podkarpatsko ». Le dirigeant local est Augustin Volochyne, un prêtre gréco-catholique.
La Tchécoslovaquie accorde à la région une large autonomie, mais après la dislocation de la Tchécoslovaquie, le 14 mars 1939, le gouvernement d'Augustin Volochyne proclame l'indépendance de la république carpatho-ukrainienne, à Khoust, mais avant qu'aucun État ne la reconnaisse, deux jours plus tard, le 16 mars 1939, les troupes hongroises de l'amiral Horthy pénètrent dans son territoire. En janvier 1941, 6 023 Juifs vivaient dans la ville représentant 28 % de sa population. Ils sont enfermés dans un ghetto et contraints aux travaux forcés. Du 24 mai au 6 juin 1944, ils sont déportés au camp d'extermination d'Auschwitz.
Le 24 octobre 1944, les troupes soviétiques occupent la ville, qui est ensuite annexée par l'Union soviétique et rattachée à la république socialiste soviétique d'Ukraine. La population d'origine hongroise, allemande ou roumaine est alors expulsée. Depuis la dislocation de l'Union soviétique, Khoust fait partie de l'Ukraine indépendante.

## Population

### Démographie
Recensements (*) ou estimations de la population :
| 1910   | 1959*  | 1970*  | 1979*  | 1989*  | 2001*  |
| ------ | ------ | ------ | ------ | ------ | ------ |
| 10 292 | 20 902 | 23 810 | 27 522 | 31 287 | 29 080 |

| 2011   | 2012   | 2013   | 2014   | 2015   | 2016   |
| ------ | ------ | ------ | ------ | ------ | ------ |
| 28 438 | 28 537 | 28 643 | 28 600 | 28 448 | 28 448 |

### Nationalités
Au recensement de 2001, la population de Khoust comprenait 89,3 pour cent d'Ukrainiens — dont une grande partie de Ruthènes, non comptabilisés séparément —, 5,4 pour cent de Hongrois, 3,7 pour cent de Russes et 0,4 pour cent de Roms.

## Transports
Khoust a une gare et se trouve à 122 km d'Oujhorod par le chemin de fer et à 109 km par la route.

## Patrimoine
- Ruines de château de Khoust.
- Église fortifiée protestante des  XIIIe au XIVe siècle patrimoine national N°211. Protestante depuis 1524, fortifiée en 1616, 1644, 1661 et 1670, restaurée en 1773 et 1888. Son clocher, qui date du XVe siècle, avait quatre pinacles jusqu'en 1861.
- Église catholique baroque du XVIIIe siècle.
- Église orthodoxe grecque du XVIIIe siècle.

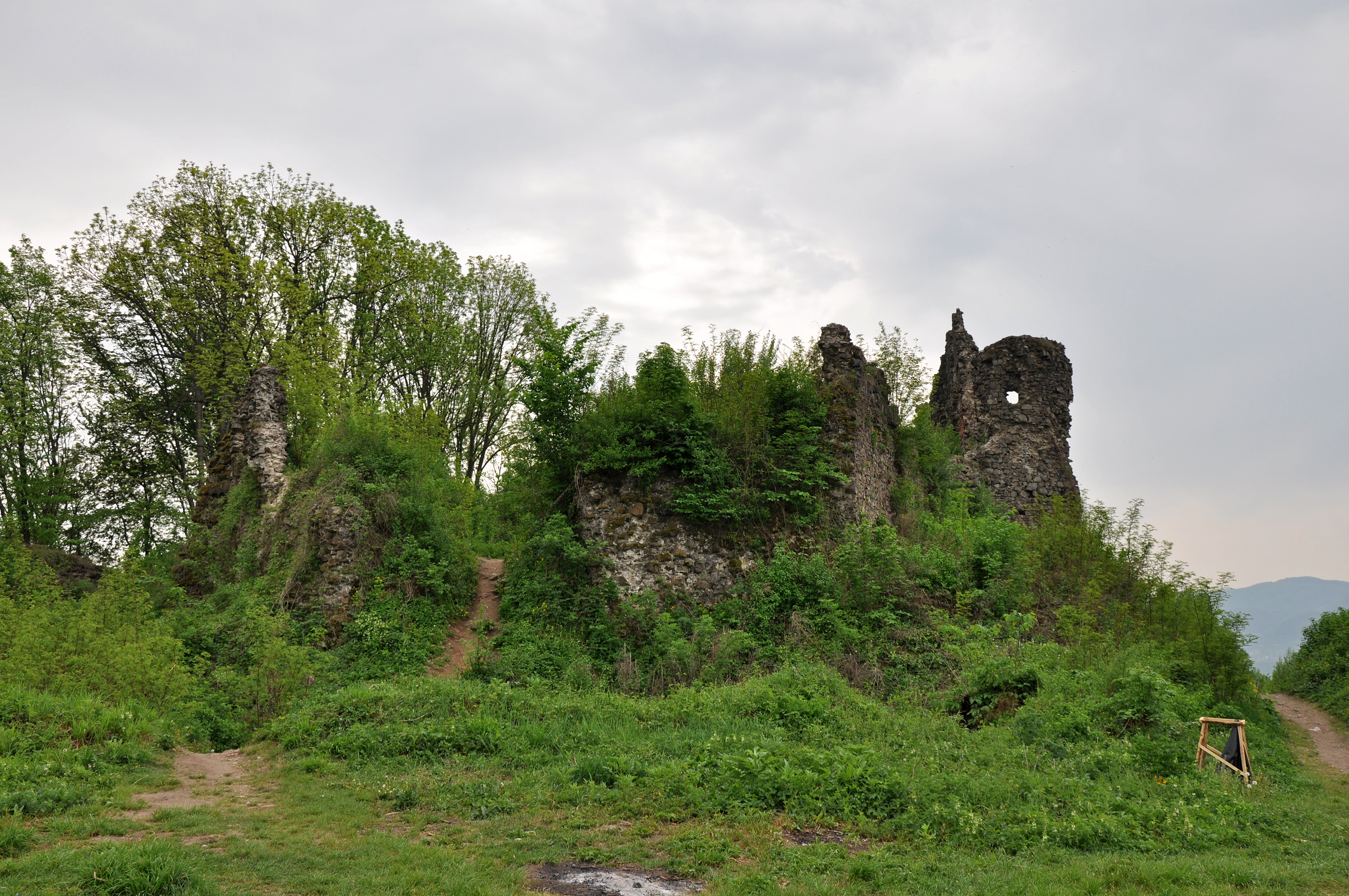
Le château, classé[5], patrimoine national N°210 ;
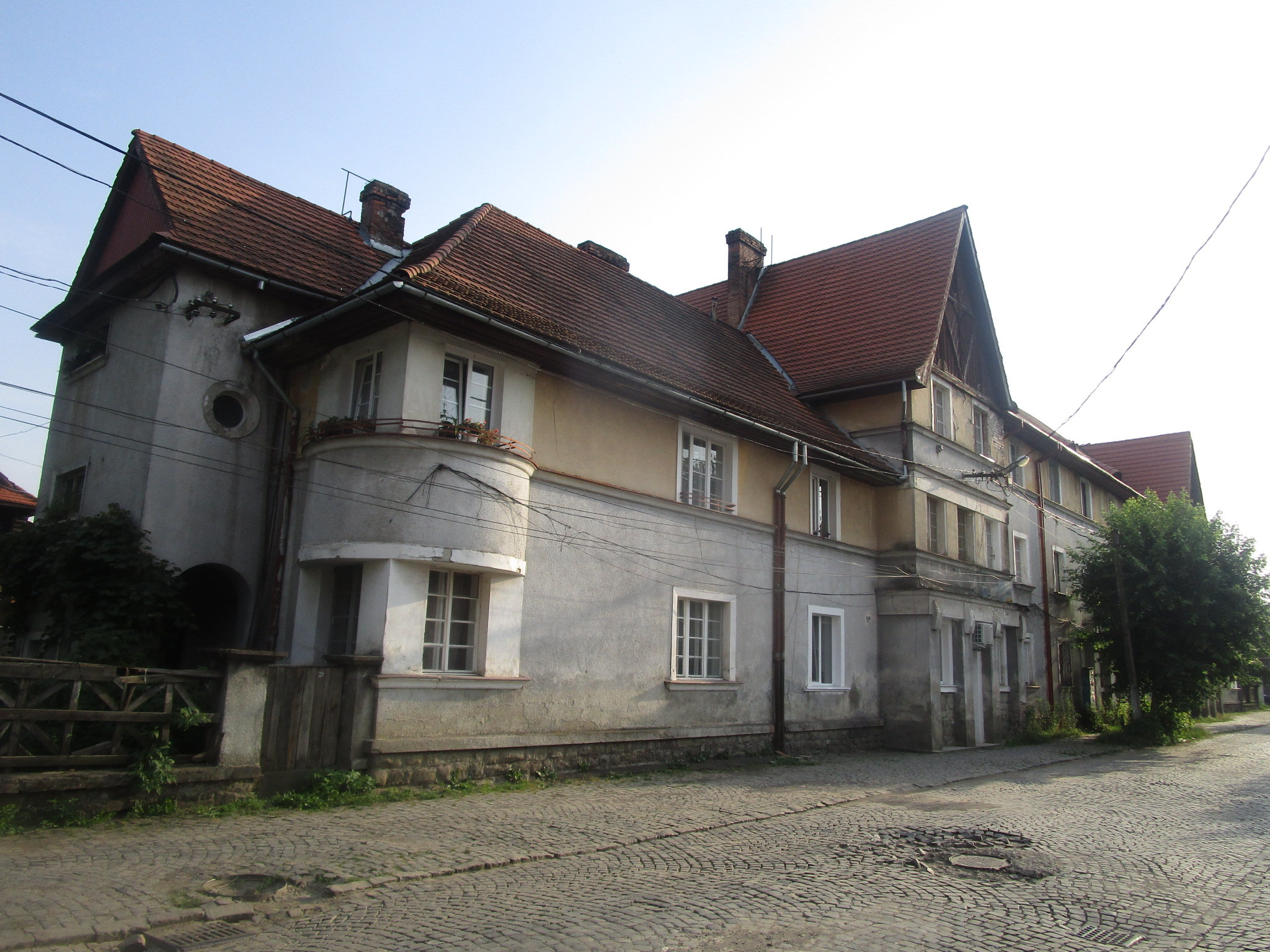
le quartier tchèque, classé[6],
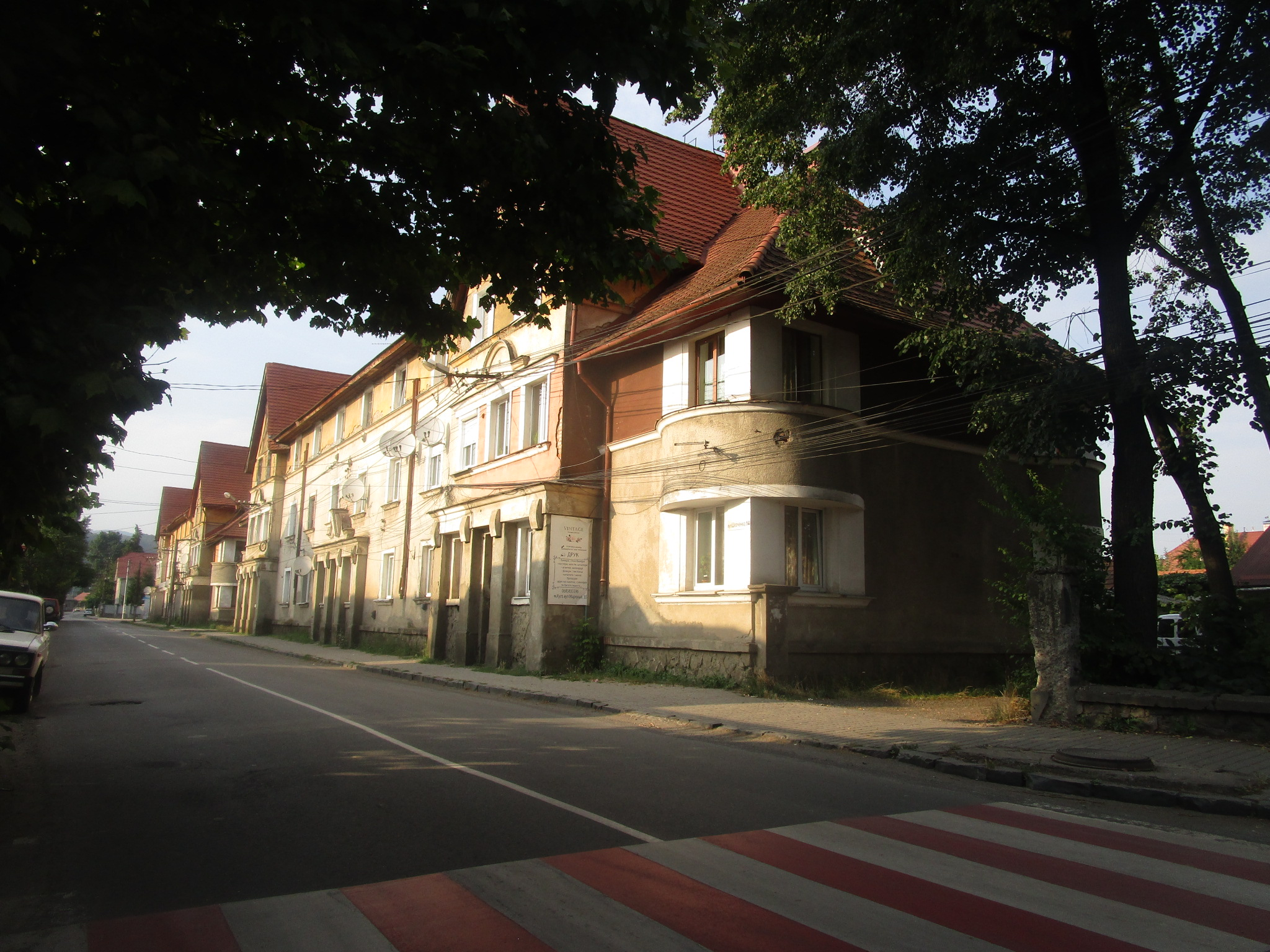
et ses maisons, classés[7],
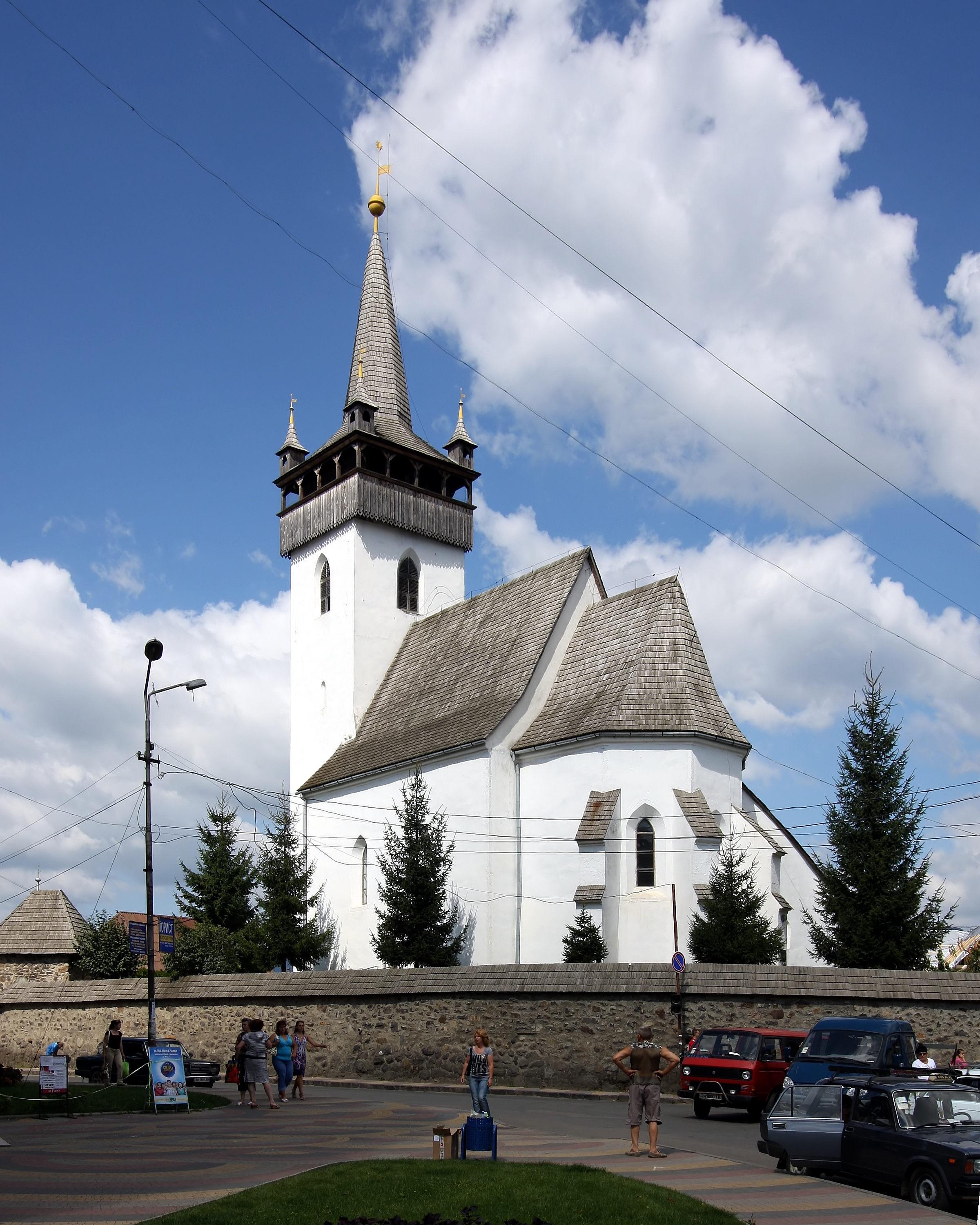
Ancienne église Sainte-Élisabeth, devenue temple réformé classée[8].

## Personnalités liées
- Myroslav Dotchynets (né en 1959), écrivain ukrainien y est né.
- Giorgio Basta, général du Saint-Empire romain germanique, fait comte d’Hust le 4 septembre 1605.